# Carboneras de Guadazaón
Carboneras de Guadazaón est une commune d’Espagne, dans la province de Cuenca, communauté autonome de Castille-La Manche.